# Kővárfonác
Kővárfonác (Fânațe) település Romániában, a Partiumban, Máramaros megyében.

## Fekvése
Kápolnokmonostortól északkeletre, Csókás és Csernefalva közt fekvő település, amelyen a balázsszegi patak folyik át.

## Története
Kővár várához tartozott, de Kővár 1566. évi urbáriumában még nem fordul elő. 1583-ban Báthory Zsigmond ezüstbányászat céljából haszonbérbe adta előbb 2, majd 12 évre báró Herberstein Feliciánnak. 1602-ben Giorgio Basta alatt, majd 1661-ben Kemény János fejedelem idejében a sokat szenvedett. 1840-ben görögkatolikus templomot építettek, amelyet 1844-ben szenteltek fel Mihály és Gábor őrangyalok tiszteletére.
Lakossága 1603-ban 16 jobbágy és 5 szabad nemes családból állt. 1700-ban 23 jobbágy, 12 zsellér, 8 szegény lakott itt, összesen 14 házban. 1720-ban 2 szabad nemes és fiaikkal együtt 56 jobbágy s egy szegény lakosa volt 24 házban. 1770-ben fiaikkal együtt 135 jobbágy, 2 zsellér, 4 szabados nemes lakosa volt 62 házban.
1831-ben 360 görögkeleti lakosa volt, 1886-ban 643 lakosból 13 görögkatolikus, 620 görögkeleti és 10 zsidó. 1891-ben 727 lakosból 14 görögkatolikus, 705 görögkeleti és 8 izraelita. 1910-ben 796 lakosából 12 német, 779 román volt. Ebből 32 görögkatolikus, 747 görögkeleti ortodox volt.
A trianoni békeszerződés előtt Szolnok-Doboka vármegye Kápolnokmonostori járásához tartozott.

## Nevezetesség
- Szent Mihály és Gábriel arkangyalok templom[1]